# Beninkasa
Beninkasa (lat. Benincasa), rod jednogodišnjeh biljaka iz porodice tikvovki (Cucurbitaceae) raširen po Maleziji, Australiji i Indijskom potkontinentu.
Postoje tri priznate vrste.

## Vrste
1. Benincasa fistulosa (Stocks) H.Schaef. & S.S.Renner
2. Benincasa hispida (Thunb.) Cogn.
3. Benincasa pruriens (Parkinson) De Wild. & Duyfjes

## Sinonimi
- Camolenga Post & Kuntze
- Praecitrullus Pangalo